# Josep Maria Casas i Homs
Josep Maria Casas i Homs (Valls, Província de Tarragona, 1894 — Barcelona, 1979) fou un historiador i llatinista català, acadèmic de l'Acadèmia de Bones Lletres de Barcelona.
Es llicencià en filosofia i lletres a la Universitat de Barcelona i es doctorà a la Universitat Central de Madrid. Va fer ampliacions d'estudis a la Universitat de Florència i a la Universitat de Roma La Sapienza. Va treballar un temps com a professor d'ensenyament secundari i fou redactor de la secció de literatura de La Veu de Catalunya. També col·laborà en l'edició del Diccionari Aguiló i en l'Obra del Cançoner Popular de Catalunya com a auxiliar de la secció de lexicografia de l'Institut d'Estudis Catalans.
Després de la Guerra Civil Espanyola fou secretari de la delegació del CSIC a Barcelona i hi publicà treballs sobre lingüística i elaborà edicions de clàssics de la literatura medieval catalana i llatina. Col·laborà en la traducció de les Històries de Tàcit (1949) i la Institució oratòria de Quintilià (1963) per a la Fundació Bernat Metge juntament amb Marià Bassols de Climent. El 1971 ingressà a l'Acadèmia de Bones Lletres de Barcelona.

## Obres
- Vocabulari medieval d'art militar, cetreria i cavalleria (Premi de Filologia de l'IEC, 1924).[4]
- Vocabulari de les arts sumptuàries (Premi de Filologia de l'IEC, 1925)
- Hores africanes (Anècdotes d'hospital militar). Amb il·lustracions de Rafael Perales Tortosa. Tipografia Emporium. Barcelona, 1936.[5]
- Persistència de la Pastorel·la en la poesia popular catalana. Academia de Buenas Letras, Barcelona, 1946.
- L'heretatge d'un mercader Barceloní. Cuadernos de Historia Económica (separata). Barcelona, 1970.
- El castell de Castellar l'any 1388. Trancripció d'un inventari. Quaderns d'Arxiu de la Fundació Bosch i Cardellach. Sabadell, 1970.
- Ambient gramatical a Barcelona durant el segle xv. Discurs llegit el dia 17 d'octubre de 1971 a la Reial Acadèmia de Bones Lletres de Barcelona i contestació de l'acadèmic numerari Dr. Josep Vives i Gatell. Real Academia de Buenas Letras. Barcelona, 1971
- L' esperit i el nom de Valldonzella. Estudis Cistercens. Barcelona, 1971.
- Llibre del Batlle Reial de Barcelona: Berenguer Morey (1375 – 1378). Fundació Salvador Vives Casajuana. Barcelona, 1976. ISBN 84-232-0092-2

## Traduccions i edicions
- Poliodorus (1953)
- Torsimany de Lluís d'Averçó (edició, 1956)
- Barcino de Jeroni Pau (1957).
- La Gaya Ciencia de Pedro Guillén de Segovia (1962)
- Obres en prosa de Joan de Castellnou (1969)